# Stantuffo

Lo stantuffo scorre all'interno del cilindro

Lo stantuffo è un organo meccanico di sezione circolare che scorre all'interno di un cilindro, ricevendo o esercitando una spinta dal fluido contenuto nel cilindro stesso.
Trova applicazione nel motore a vapore, in un compressore di aria in una siringa, o banalmente in una pompa per bicicletta. Nei motori endotermici ha la medesima funzione ma è chiamato pistone.